# حياد جنساني

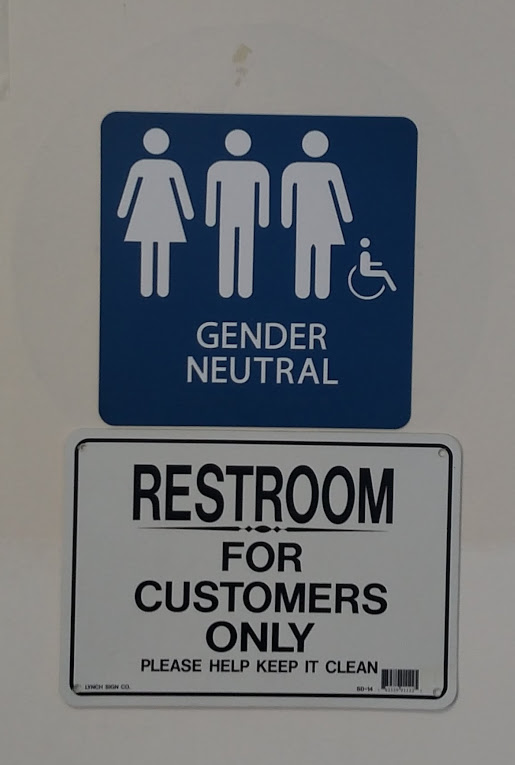

الحياد الجنساني أو الحياد في معاملة الجنسين، والمعروف أيضًا باسم الحيادية الجنسانية أو حركة الحياد الجنساني، هو الفكرة القائلة بأن السياسات واللغة والنظم الاجتماعية الأخرى (البنى الاجتماعية، أو الأدوار الاجتماعية المحددة لكل نوع، أو الهوية الجنسانية) ينبغي أن تتحاشى التمييز في الأدوار الاجتماعية للأفراد تبعا لنوع الفرد من حيث الذكورة والأنوثة، وذلك لتجنب التمييز الذي ينشأ عن الانطباع بوجود أدوار اجتماعية أكثر ملاءمة لجنس دون الآخر. عندما يبدأ الناس في تقسيم أنفسهم على أساس جنسهم، فمن شأن ذلك خلق انقسامات بين بعضهم بعضًا. وهو ما يشكل عائقًا أمام الناس للتعبير بحرية عن حقيقة ما هم عليه.

## في مجال السياسة
قد يدعم أنصار الحياد الجنساني السياسات العامة التي تهدف إلى القضاء على التمييز بين الجنسين، مثل إنشاء الحمامات العامة المحايدة جنسانيا، وهي حمامات مختلطة متاحة للاستخدام العام دون اعتبار لجنس الشخص المستخدم. وقد لوحظ أن تطبيق الحياد الجنساني في مجال القانون قد ساهم في تغيير طبيعة نزاعات حق الحضانة، مع زيادة احتمال إعطاء الرجال حق حضانة أطفالهم في حالة الطلاق.
لقد كان التعريف القانوني للجندر (الجنسانية) موضوعا مثيرا للجدل لا سيما بالنسبة للعابرين جنسيا؛ وفي بعض البلدان، يخضع الشخص للتجديب (سلب القدرة على الإنجاب) لكي يعترف به قانونيا كشخص متحول جنسيا.
انضمت كاليفورنيا إلى ولاية أوريغون لتشاركها جهودها في الاعتراف بالحياد الجنساني. ففي 15 أكتوبر 2017، وقّع حاكم كاليفورنيا جيري براون تشريعاً جديداً يسمح للأشخاص باختيار صفة شخص «محايد جنسانيا» وذلك في بطاقات الهوية للأشخاص التابعين للولاية.

## عدم مراعاة النوع الاجتماعي
يقصد بـ «عدم مراعاة النوع الاجتماعي» ممارسة عدم التمييز بين الناس على أساس جنسهم. وعلى الرغم من أن «عدم مراعاة النوع الاجتماعي» يتبنى فكرة المساواة بين الجنسين، إلا أنه لا تبني أفكار الحياد الجنساني.
ليس من الضروري للشخص «غير المراعي لاعتبارات النوع الاجتماعي» أن ينحاز لأفكار الحركات التي توجد حيث توجد التحيزات المرتبطة بالنوع الاجتماعي.

## العلاقة مع النسوية والذكورية
تؤكد «حركة الحياد الجنساني» على المساواة في معاملة الرجال والنساء والأشخاص من أي جنس آخر دون أي تمييز على الإطلاق. تتشارك النسوية والذكورية من حيث المبدأ مع هذا الهدف. ومع ذلك، فإن «حركة الحياد الجنساني» تركز على تجاوز النظر إلى جنس الشخص تمامًا، بدلاً من التركيز على المطالبة بحقوق أحد الجنسين.

## انتقادات
كما هو الحال مع المنهجيات المماثلة التي تتعامل مع العنصرية والانتماء العرقي، فإن تجاهل جنس المشاركين وعدم أخذه في الاعتبار يمكن أن يكون ضارًا. إذ إنه يفترض العمل في مجتمع متجاوز للتمييز على أساس الجنس، وبالتالى لا تُعامل النساء بشكل مختلف عن الرجال، في الوقت الذي تسود فيه المعاملة الجنسانية جميع أنحاء العالم. وفي دراسة للمنظمات التي تقدم خدماتها للنساء فقط، فإن 23٪ يعتقدون بأن السبب في الدراسة يرجع إلى عدم المساواة بين النساء والرغبة في معالجة هذا الاختلال، 20٪  يعتقدون أن المساحات المخصصة للنساء تعزز من تنمية المرأة وتمكينها، و18٪  يعتقدون بأنهم كانوا يقدمون خدمات تركز على الاحتياجات الخاصة بالنساء والتي لا يمكن تلبيتها بالخدمات المقدمة للجنسين.
يمكن لاستخدام خطاب واحد للجنسين أن يؤدي فقط إلى قلة التمثيل أو الاعتراف بهويات معينة. استخدام ضمائر الفاعل مثل «هو» أو ضمائر ملكية مثل «له» للإشارة إلى الأشخاص المحايدين جنسانيا، يجعل الأمر يبدو ظاهريا على أنه «محايدة جنسانية»، على الرغم من أنه لاشعوريا يحمل «تحيزا جنسيا» تجاه الذكور على حساب الإناث. في مجال الرياضة، أظهرت الدراسات أن المزيد من الإشارات الجندرية المستخدمة في الرياضات النسائية مقارنة بالمستخدمة في الرياضات الذكورية، يجعل الرياضة النسائية تبدو وكأنها «رياضة أخرى». ومع ذلك، تشير الدراسات نفسها إلى أن وجود بيئة رياضية محايدة جنسانيا يمكن أن يؤدي إلى الافتقار شبه التام للاعتراف بالرياضات / والفرق النسائية.
انتُقد الاختبار القانوني لـ «الشخص العاقل» لكونه «غير مراعي لاعتبارات النوع الاجتماعي» في بعض مجالات القانون، وخاصة المضايقات الجنسية. في قضية الأمريكية برادي وإليسون، القضية رقم (924 F .2d 872) لعام 1991، رأت المحكمة أن «معيار الشخص العاقل يميل إلى أن يكون على أساس ذكوري مع تجاهل لتجارب النساء». من المفترض أن تكون معدلات الاغتصاب بين الإناث والذكور/ التحرش الجنسي متساوية في ظل المحايدة الجنسانية، على الرغم من ذلك فإن نسب الاغتصاب في حق الإناث أعلى بكثير.
تشير الدراسات إلى وجود دعم كبير لبقاء الخدمات أحادية الجنس كخيارات متاحة. ففي استطلاع رأي لـمركز موارد المرأة شارك فيه نحو 1000 امراة، جاءت 97٪ من الآراء أنه يجب توافر خدمات خاصة بالنساء فقط إذا كن ضحايا للاعتداء الجنسي. وأشار 57 ٪ أنهم سيختارون صالة رياضية للنساء فقط بدلا من صالة رياضية مختلطة. يمكن أن يكون للخدمات أحادية الجنس فائدة في توفير قدر أكبر من الراحة وإشراك أكبر عدد من المشاركين. يمكن أن يؤدي التخلص من جميع المراحيض المخصصة لجنس محدد واستبدالها بحمامات محايدة جنسانيا؛ إلى فقدان شعور الأمان بوجود مساحة آمنة لبعض الناس.
كان لقوانين الحياد الجنساني عواقب غير مقصودة. إذ يمنح قانون الإجازة المرضية والعائلية (أف أم إل أي) لعام 1993 بعض الموظفين إجازة غير مدفوعة الأجر مدتها 12 أسبوعًا من العمل دون التعرض لخطر فقدان الوظيفة وينطبق على جميع الجنسين. يحصل الموظفون على هذه الإجازة بعد عملهم لأكثر من 12 شهرًا، على أن يتقدموا بطلب للحصول على الإجازة بسبب «حالة صحية خطيرة» أو «حمل». على الرغم من الخطاب المحايد جنسانيا في الـ (أف أم إل أي)، فهناك مخاوف بشأن القانون الذي يعزز التفاوت بين الجنسين بجعل رعاية الأطفال مسئولية الذكور والإناث؛ ونظرًا لأن الـ (إف إم إل أي) لا يزال محايدًا جنسانيا، فهو لا يعترف بالعبء الملقى على الإناث أثناء الحمل، وهو الأمر الذي لا يواجهه الذكور. ولا تحظى النساء ذوات الأطفال في مكان العمل بنفس القدر من الاهتمام أو من الموارد اللازمة لقضاياهن النسائية الخاصة/ الشخصية أو قضاياها المتعلقة بالمنزل، مما يعزز التفاوت بين الجنسين على الرغم من حاجة القانون إلى المحايدة الجنسانية.
ووفقًا لما ذكرته لورين سبينر فإن «عمليات تصوير الأولاد تميل إلى التشديد على الأدوار الذكورية واللعب بألعاب تحمل الصورة الذكورية النمطية، بينما تميل عمليات تصوير الفتيات إلى التأكيد على الأدوار الأنثوية واللعب بألعاب تحمل الصورة النمطية الأنثوية» وهو ما يدعو إلى القول بأن نمو الأطفال مع هذه الصور النمطية يجعل الصبية والفتيات يميلون منذ البداية إلى اللعب بألعاب تتفق وأدوارهم.